# Il sistema degli oggetti
Il sistema di oggetti (Le Système des Objets) è un saggio del 1968 del filosofo e sociologo francese Jean Baudrillard. Il libro si basa sulla tesi di dottorato di Baudrillard nell'ambito del comitato di tesi di Henri Lefebvre, Roland Barthes e Pierre Bourdieu.

## Contenuto
Nei suoi primi libri, come Il sistema di oggetti e Per una critica dell'economia politica del segno e della società di consumo, il focus principale di Baudrillard è sul consumismo e su come i diversi oggetti vengono consumati in modi diversi. In quel momento le prospettive politiche di Baudrillard erano vagamente associate al marxismo (e al situazionismo), ma in questi libri differiva da Karl Marx in un modo significativo. Per Baudrillard, per quanto riguarda i situazionisti, era il consumo piuttosto che la produzione che era il principale motore del capitalismo.